# 土師咋子
土師 咋子（はじ の くいこ、生没年不明）は、古墳時代の豪族。姓は連。